# Вайле-фьорд
Ва́йле-фьорд (устар. Вейле-фьорд, Вейлефьорд; дат. Vejle Fjord) — залив Малого Бельта на юго-западе Балтийского моря, вдающийся в восточное побережье Ютландии между датскими областями Южная Дания и Центральная Ютландия.
Вайле-фьорд вдаётся в сушу примерно на 30 км, достигая 5 км в ширину. Глубиной до 15 м. Площадь — 108,26 км². В устье Вайле-фьорд простирается на 13,3 км, от мыса Трелле-Нес до мыса Бьёрнскнуде. Прибрежные склоны почти на всём протяжении крутые и покрыты лесной растительностью. В вершине к Вайле-фьорду примыкает территория города Вайле и впадает река Вайле-О.
В 1980 году завершилось строительство моста автомагистрали E 45, пересекающего вершину Вайле-фьорда. Мост имеет 14 пролетов общей длиной 1,71 км и возвышается над водной гладью на 40 метров.